# Stone Ball
Stone Ball é um jogo eletrônico de futebol com o diferencial de ser ambientado na pré-história, lançado pela produtora Art & Magic para arcades em 1994.
Em Stone Ball, o player controla equipes formadas por personagens da época das cavernas. São disponibilizadas 6 equipes para serem escolhidas: "Fisher Kings", "Islanders", "Caverns", "Wild Holes", "Big Trees" e "Cold Bears".[carece de fontes?]